# Голованов, Денис Юрьевич
Дени́с Ю́рьевич Голова́нов (род. 27 марта 1979, Сочи) — российский профессиональный теннисист. Стал профессионалом в 1998 году. Тренер ― С. А. Пономарёв. Завершил выступления в сентябре 2003.

## Достижения
- Победитель турнира ATP в Санкт-Петербурге в 2001 году в парном разряде (с Евгением Кафельниковым).
- За карьеру выиграл 1 «челленджер» в одиночном разряде — в феврале 2002 в Халле.
- 2 раза был в финалах «челленджеров» — в испанской Кордобе в 2000 и в Бронксе в 2002.
- Имеет в активе победы над такими теннисистами как Иво Карлович (3 раза), Давид Феррер (2 раза), Дмитрий Турсунов, Фелисиано Лопес, Радек Штепанек, Игорь Куницын.